# CeCe Winans
Priscilla Marie Winans, detta CeCe (Detroit, 8 ottobre 1964), è una cantante, produttrice discografica e scrittrice statunitense. Vincitrice di  iciassetteGrammy Award, è considerata una dei maggiori esponenti della musica cristiana contemporanea e gospel, divenendo l'artista più premiata e con il maggior numero di vendite del suo genere musicale, con oltre 19 milioni di copie vendute globalmente.
Intraprende la carriera negli anni '80 assieme al fratello Benjamin, componendo il gruppo BeBe & CeCe Winans con cui pubblica nove album. Il duo riscuote ampio successo esordendo tre volte alla prima posizione della Billboard Gospel Albums e venendo riconosciuto con tre Grammy Award. Dal 1994, Winans ha intrapreso la carriera da solista, pubblicando dodici album e numerosi singoli, collaborando con Whitney Houston, Vince Gill, Wynonna Judd, Carrie Underwood e Mavis Staples. Ha inoltre interpretato brani per alcune colonne sonore, tra cui Il principe d'Egitto e Donne - Waiting to Exhale.
Al 2025 Winans è la quarta donna più premiata nella storia dei Grammy Award con  iciassettevittorie. Nel corso della sua carriera ha inoltre vinto ventotto GMA Dove Award, due Soul Train Music Award, sette NAACP Image Award, venendo inoltre inclusa con il fratello nella Hollywood Walk of Fame nel 2011. I BMI Awards le hanno conferito il Trailblazer of Gospel Music Honoree per aver «ampliato i confini della musica gospel».
Winans ha inoltre fondato la Pure Springs Records, attraverso cui pubblica e produce i propri album, e scritto tre libi sul rapporto con la religione e l'autodeterminazione.

## Biografia
Winans è nata a Detroit nello stato del Michigan, l'8 ottobre 1964, da Delores e David Winans. La famiglia, composta da altri nove fratelli, professa il pentecostalismo nella Church Of God In Christ, in cui Winans e scopre la musica gospel. Ha cantato il suo primo assolo all'età di 8 anni esibendosi nel corso di una cerimonia per la comunità.

### 1980-1994:The PTL Clube il duoCeCe & Bebe Winans

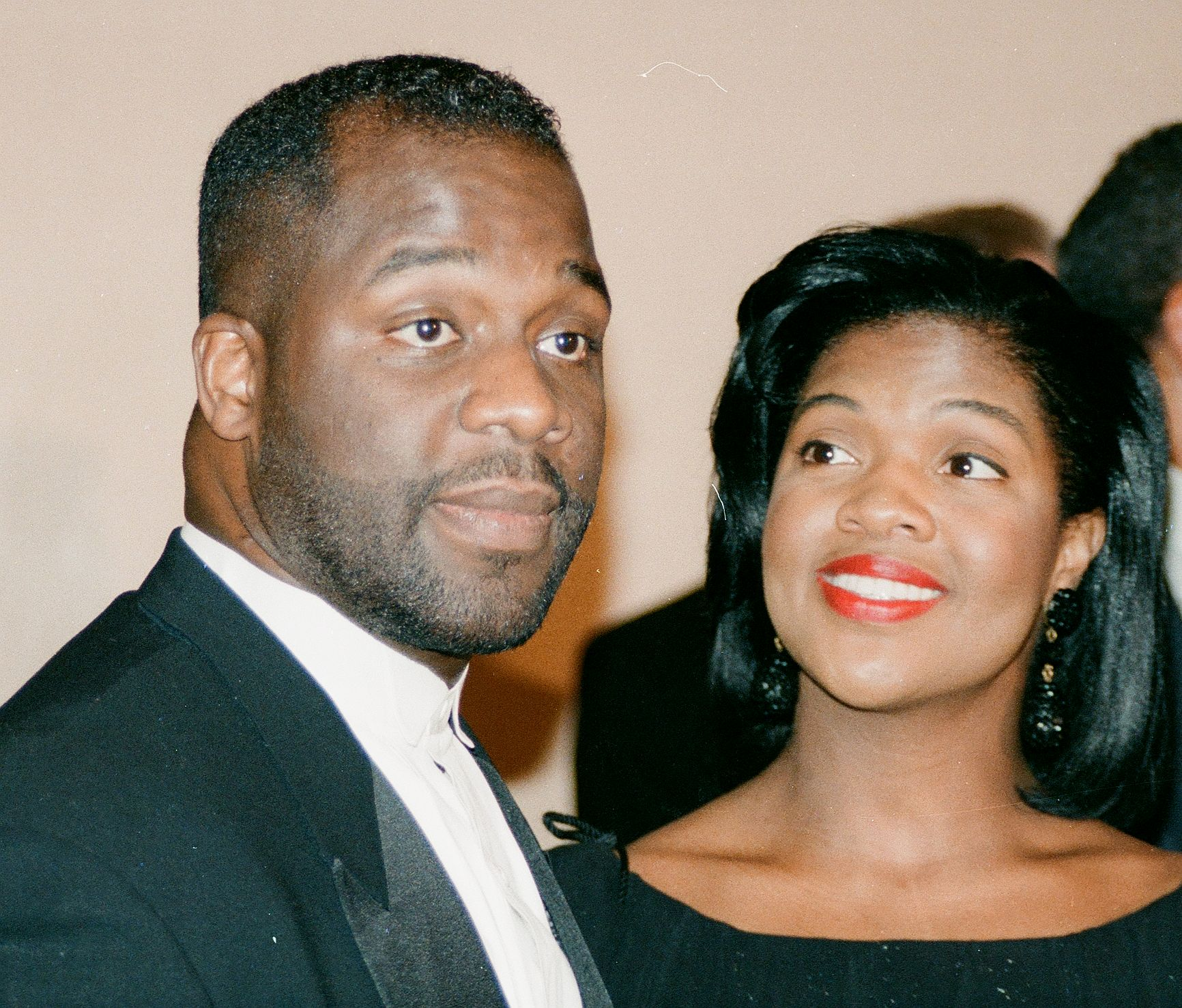
Cece Winans con il fratello Bebe nel 1994

Le doti canore della famiglia trovarono ampio successo nella città di Detroit, portandoli a formare un gruppo musicale, la Winans Family, che apparì in numerose puntante nella trasmissione televisiva a tema cattolico The PTL Club. Successivamente alla performance del brano Up Where We Belong, Cece e il fratello BeBe ottennero ampio apprezzamento dal pubblico, portandoli a decidere di esibirsi unicamente come duo, lasciando il gruppo familiare.
Nel 1984, CeCe e Bebe pubblicarono il loro primo album, Lord Lift Us Up, per la PTL Records. Il successo dell'album portò i fratelli a firmare un contratto con la Sparrow Records, pubblicando cinque album in studio tra il 1987 e il 1994, esordendo due volte alla prima posizione della US Gospel Albums, vendendo complessivamente 3 milioni di copie certificate dalla RIAA. I riconoscimenti ottenuti nel corso della loro carriera includono tre Grammy Award, nove GMA Dove Award, due NAACP Image Award, due Soul Train Music Award e numerosi Stellar Awards.

### 1995-2001: L'inizio della carriera da solista e la fondazione della PureSprings Gospel Records
Nel 1995 i due si separarono, avanzando con due carriere soliste separate, attraverso la Sparrow Records che pubblicò Alone in His Presence di CeCe nello stesso anno. L'album le valse il Grammy Award al miglior album soul/gospel contemporaneo, esordendo alla seconda posizione della US Gospel Albums e vendendo oltre un milione di copie. Nel 1996 viene pubblicata Count On Me, duetto con l'amica Whitney Houston, tratto dalla colonna sonora di  Donne - Waiting to Exhale. Il singolo è stato certificato oro negli Stati Uniti e ha raggiunto la posizione numero otto della Billboard Hot 100.
Il progetto successivo di Winans, Everlasting Love, il quale esordisce alla posizione 107 della Billboard 200, viene pubblicato nel 1998 sostenuto dai singoli Well Alright e Slippin. Nel settembre dello stesso anno, Winans pubblica His Gift; un album di musica natalizia, che fa ottenere alla cantate il Soul Train Lady of Soul Award al miglior album gospel.
Nel 1999 Winans ha fondato la sua casa discografica, la PureSprings Gospel Records, e pubblicato l'album Alabaster Box, che vede parte della produzione da parte di Fred Hammond. L'album diviene il secondo da solista della cantante ad esordire alla prima posizione della US Gospel Albums, ricevendo la certificazione di disco d'oro dalla RIAA. Nel 2000 Winans pubblica un concerto VHS intitolato Live at the Lambs Theater in New York.
Winans pubblica il suo quinto album, l'omonimo CeCe Winans, nel 2001, che include i singoli Anybody Wanna Pray e Say A Prayer. Il progetto discografico viene riconosciuto con il Grammy Award al miglior album pop/gospel contemporaneo.

### 2002-2011: Progetti da solista e il ritorno con il fratello Bebe

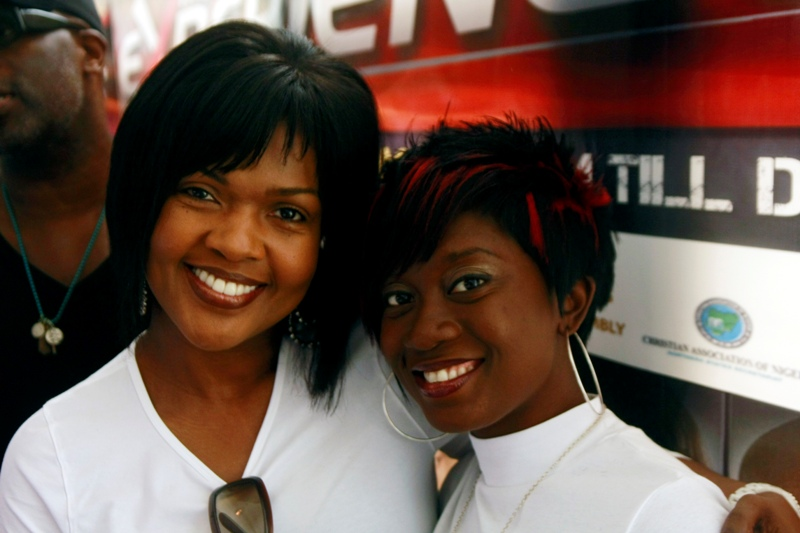
Winans con la cantautrice nigeriana Nikki laoye nel 2009

Dopo due anni di silenzio discografico, Winans torna sulle scene musicali nel 2003 con il sesto album Throne Room. L'album esordisce alla prima posizione della US Gospel Albums e diviene l'esordio più alto della carriera solista della cantante nella Billboard 200. Nel 2004 intraprende il Throne Room Tour in 25 città con il gruppo gospel Anointed, successivamente riportato in una pubblicazione in DVD Live in the Throne Room.
Il settimo album di Winans, Purified, è stato pubblicato nel 2005, e vede la partecipazione del nipote della cantante, Mario Winans, come produttore e il figlio Alvin III come autore di alcuni brani. L'album genera il secondo esordio più alto della cantante nella Billboard 200 alla posizione 47 della classifica. Il progetto ha vinto il Grammy Award al miglior album soul/gospel contemporaneo alla premiazione del 2006, mentre il singolo principale Pray ha ottenuto il Grammy alla miglior interpretazione gospel.
Winans ha pubblicato il suo ottavo album, Thy Kingdom Come il 1º aprile 2008, promosso dal singolo Waging War. L'album vince il Grammy Award al miglior album soul/gospel contemporaneo e Winans viene riconosociuta con il Trailblazer of Gospel Music Honoree ai BMI Awards. Il 6 ottobre 2009, Winans pubblica dopo tredici anni un album con il fratello BeBe, intitolato Still. Il progetto esordisce alla prima posizione della US Gospel Albums  e 12 della Billboard 200, venendo riconosciuto con numerosi premi, tra cui il Grammy Award al miglior album soul/gospel contemporaneo.
Nel 2010 pubblica il nono album da solista, Songs of Emotional Healing, che riscuote scarso successo nelle classifiche rispetto ai precedenti progetti. Il 23 dicembre 2010, Winans insieme a Bebe e al duo Mary Mary, con il West Angeles Choir, si sono esibiti al The Tonight Show di Jay Leno.

### 2012-presente: la pausa discografica e nuovi progetti
Dal 2012 al 2014, Winans è stata un giudice nella competizione canora gospel di BET, Sunday Best, insieme a suo fratello Bebe. Tra il 2012 e il 2016 la cantante si prende una pausa discografica, dedicandosi alla Nashville Life Church, chiesa protestante fondata con il marito Alvin Love II e il figlio Alvin Love III.
Dopo sette anni, nel 2017, la Winans ha pubblicato il decimo album, Let Them Fall in Love, per il quale ha vinto il Grammy Award al miglior album gospel e il Grammy Award alla miglior interpretazione gospel per il singolo Never Have to be Alon.
Nel 2021, Winans ha pubblicato l'album dal vivo Believe for It, con cui ottiene tre Grammy Awards, tra cui al miglior album gospel.

## Vita privata

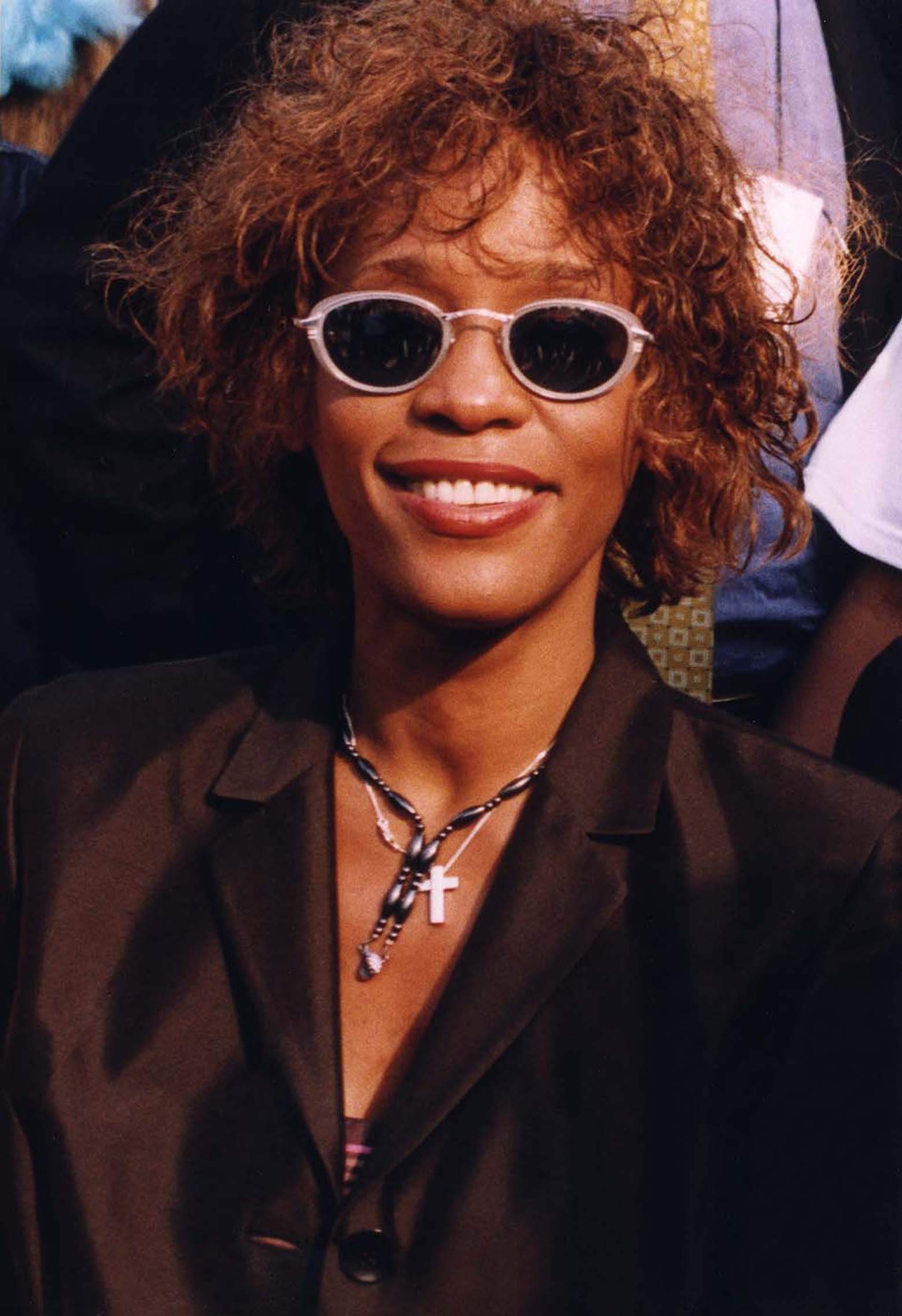
Whitney Houston, definita dalla Winans «una sorella».

Winans è sposata con il manager Alvin Love II dal 1984, con cui ha due figli Alvin Love III e Ashley Love. Attualmente la famiglia è residente a Brentwood, Tennessee, ed hanno fondato la chiesa protestante Nashville Life Church nel 2012 a Nashville. Il marito e figlio ricoprono il ruolo di pastori della chiesa.

Winans era la migliore amica di Whitney Houston e madrina di sua figlia, Bobbi Kristina Brown. Il 18 febbraio 2012, Winans ha eseguito Don't Cry for Me e Jesus Loves Me al funerale della Houston, alla New Hope Baptist Church di Newark, New Jersey. Winans, intervistata da Essence ha raccontato il rapporto tra le due artiste:
(Cece Winans, Essence)

## Discografia

### Album solista
- 1995 - Alone in His Presence
- 1998 - Everlasting Love
- 1998 - His Gift
- 1999 - Alabaster Box
- 2001 - CeCe Winans
- 2003 - Throne Room
- 2005 - Purified
- 2008 - Thy Kingdom Come
- 2010 - Songs of Emotional Healing
- 2017 - Let Them Fall in Love
- 2018 - Something's Happening

### Album nel duo BeBe & CeCe Winans
- 1984 - Lord Lift Us Up
- 1987 - BeBe & CeCe Winans
- 1988 - Heaven
- 1991 - Different Lifestyles
- 1993 - First Christmas
- 1994 - Relationships
- 1996 - Greatest Hits
- 2006 - The Best of BeBe & CeCe Winans
- 2009 - Still

### Album dal vivo
- 2000 - Live at the Lambs Theater in New York
- 2021 - Believe for It

### Raccolte
- 2010 - For Always: The Best of CeCe Winans

## Colonne sonore
- Donne - Waiting to Exhale, regia di Forest Whitaker (1995)
- Il principe d'Egitto, regia di Brenda Chapman (1998)

## Opere
- On a Positive Note, Atria Books, 2000, ISBN 0671020013.
- Always Sisters: Becoming the Princess You Were Created to Be, Howard Books, 2007, ISBN 9781416543398.
- Throne Room: Ushered Into the Presence of God, Integrity Publishers, 2014, ISBN 1591451477.

## Riconoscimenti
- Grammy Awards[7]
  - 1985 - Candidatura alla miglior interpretazione soul/gospel da parte di un duo o un gruppo o un coro per Lord Lift Us Up
  - 1987 - Candidatura alla miglior interpretazione soul/gospel da parte di un duo o un gruppo o un coro per Our Blessed Savior Has Come
  - 1988 - Miglior interpretazione soul/gospel femminile per For Always
  - 1988 - Candidatura alla miglior interpretazione soul/gospel da parte di un duo o un gruppo o un coro per BeBe And CeCe Winans
  - 1989 - Candidatura alla miglior interpretazione soul/gospel femminile per I Have A Father
  - 1989 - Candidatura alla miglior interpretazione soul/gospel da parte di un duo o un gruppo o un coro per Silent Night, Holy Night
  - 1990 - Miglior interpretazione gospel femminile per Don't Cry
  - 1990 - Candidatura alla miglior interpretazione soul/gospel da parte di un duo o un gruppo o un coro per Heaven
  - 1990 - Candidatura alla miglior interpretazione R&B da parte di un duo o un gruppo per Celebrate New Life
  - 1992 - Miglior album soul/gospel contemporaneo per Different Lifestyles
  - 1995 - Candidatura al miglior album pop/gospel contemporaneo per First Christmas
  - 1995 - Candidatura alla miglior interpretazione R&B da parte di un duo o un gruppo per If Anything Ever Happened To You
  - 1996 - Miglior album soul/gospel contemporaneo per Alone In His Presence
  - 1997 - Candidatura alla miglior collaborazione pop per Count On Me
  - 1999 - Candidatura al miglior album soul/gospel contemporaneo per Everlasting Love
  - 2000 - Candidatura al miglior album soul/gospel contemporaneo per His Gift
  - 2001 - Candidatura al miglior album soul/gospel contemporaneo per Alabaster Box
  - 2002 - Miglior album pop/gospel contemporaneo per CeCe Winans
  - 2006 - Miglior album soul/gospel contemporaneo per Purified
  - 2006 - Miglior interpretazione gospel per Pray
  - 2008 - Candidatura alla miglior interpretazione gospel per He Set My Life to Music
  - 2009 - Miglior album pop/gospel contemporaneo per Thy Kingdom Come
  - 2009 - Candidatura alla miglior interpretazione gospel per Waging War
  - 2011 - Miglior album soul/gospel contemporaneo per Still
  - 2011 - Miglior interpretazione gospel per Grace
  - 2018 - Miglior album gospel per Let Them Fall In Love
  - 2018 - Miglior interpretazione gospel per Never Have to be Alon
  - 2020 - Candidatura al miglior album gospel per Something's Happening! A Christmas Album
  - 2022 - Miglior interpretazione christian contemporaneo per Believe For It
  - 2022 - Miglior interpretazione gospel per Never Lost
  - 2022 - Miglior album gospel per Believe For It